# CHUM Limited
CHUM Limited était un groupe de média créé en 1945 basé à Toronto. En 2007 l'entreprise est acheté par le groupe CTVglobemedia.

## Histoire
Situé dans le quartier de CHUM-City Building.

## Radios
- CKCE-FM
- CJPT-FM
- CFJR-FM
- CHBN-FM
- CJCH-FM
- CIOO-FM
- CKLC-FM
- CFLY-FM
- CKLY-FM
- CHST-FM
- CKGM (AM)
- CFRA (AM) "580 CFRA"
- CFGO (AM) "The Team 1200" sports
- CKKL-FM
- CJMJ-FM
- CKPT-FM
- CKQM-FM
- CHUM (AM)
- CHUM-FM
- CKST (AM) "The Team 1040" sports
- CFUN (AM)
- CHQM-FM
- CFBT-FM "94.5 THE BEAT" CHR
- CFAX (AM) 1070
- CHBE-FM 107.3 "Kool FM"
- CKKW (AM) 1090 "Oldies 1090"
- CFCA-FM 105.3 "Kool FM"
- CKWW (AM) 580 "580 Memories" oldies
- CKLW (AM) 800
- CIMX-FM 88.7 	"89X"
- CIDR-FM 93.9 	"939 The River"
- CFRW (AM) 1290
- CHIQ-FM 94.3 	"Q94 FM"
- CFWM-FM

## Télévisions
- Citytv
- A-Channel
- CBC Television (associé)

### Chaines du cable
- MuchMusic
- MuchMoreMusic
- Bravo!
- Canadian Learning Television
- CablePulse 24
- Space
- Star!

### Chaîne spécialisée du cable
- CourtTV Canada
- FashionTelevisionChannel
- BookTelevision
- Drive-In Classics
- MuchLOUD
- MuchMoreRetro
- MuchVibe
- PunchMuch
- Razer
- SexTV: The Channel